# Dobryszyce
Dobryszyce – wieś w Polsce, położona w województwie łódzkim, w powiecie radomszczańskim, w gminie Dobryszyce.
Wieś królewska w tenucie radomszczańskiej w powiecie radomszczańskim województwa sieradzkiego w końcu XVI wieku. W latach 1954–1972 wieś należała i była siedzibą władz gromady Dobryszyce. W latach 1975–1998 miejscowość administracyjnie należała do województwa piotrkowskiego.
Miejscowość jest siedzibą gminy Dobryszyce. Na terenie wsi Dobryszyce znajduje się Zespół Szkół Centrum Kształcenia Rolniczego im. Władysława Stanisława Reymonta w Dobryszycach.

## Integralne części wsi
| SIMC    | Nazwa         | Rodzaj     |
| ------- | ------------- | ---------- |
| 1040496 | Pod Muchańcem | przysiółek |
| 0538082 | Stępki        | przysiółek |
| 1040504 | Węgliska      | przysiółek |

## Zabytki
Obiekt wpisany do rejestru zabytków nieruchomych województwa łódzkiego.
- Kościół pw. św. Bartłomieja z I poł. XIX wieku.